# Jay Kogen
Jay Kogen (Brooklyn; 3 de mayo de 1963) es un escritor de comedia estadounidense. Ha coescrito varios episodios de The Tracey Ullman Show y de Los Simpson con su excompañero Wallace Wolodarsky. Desde entonces ha escrito para varios shows ganadores de un premio Emmy como Frasier, Everybody Loves Raymond, George López y Malcolm in the Middle. Es hijo del escritor de la revista Mad Arnie Kogen. También ha aparecido en la película The Aristocrats. Fue productor en The Class, coescritor en la película de Dave Foley y David Anthony Higgins The Wrong Guy, además de haber trabajado formalmente como comediante.

## Filmografía

### Productor
- The Class (productor) (12 episodios, 2006-2007)
- Malcolm in the Middle (coproductor ejecutivo) (22 episodios, 2005-2006) (productor) (22 episodios, 2004-2005)
- Like Family (2003) Serie (coproductor ejecutivo) (episodios desconocidos)
- George López (productor) (17 episodios, 2002-2003)
- Wanda at Large (2003) Serie (productor) (episodios desconocidos)
- What's Up, Peter Fuddy? (2001) (productor ejecutivo)
- The Wrong Guy (1997) (productor ejecutivo)
- Bunk Bed Brothers (1996) (productor)
- Ned and Stacey (1995) Serie (productor) (episodios desconocidos)
- Frasier (1993) Serie (coproductor ejecutivo) (episodios desconocidos) (productor supervisor) (episodios desconocidos)
- Los Simpson (productor supervisor) (33 episodios, 1991-1992) (productor) (22 episodios, 1990-1991)
- The Tracey Ullman Show (1987) Serie (productor) (episodios desconocidos)

### Escritor
- Malcolm in the Middle (3 episodios, 2005-2006)
- Cooked (2005) (escritor)
- Nobody's Perfect (2004)
- Like Family (2003) Serie (episodios desconocidos)
- George López (1 episodio, 2003)
- Everybody Loves Raymond (1 episodio, 2002)
- What's Up, Peter Fuddy? (2001) (escritor)
- Frasier (8 episodios, 1997-2000)
- The Wrong Guy (1997)
- Ned and Stacey (1995) Serie (episodios desconocidos)
- NewsRadio (1995) Serie (episodios desconocidos)
- Los Simpson (10 episodios, 1990-1993)
- Sibs (1991) Serie (episodios desconocidos)